# Fred Gallagher
Fred Gallagher (Estados Unidos, 15 de Novembro de 1969) é um mangaká norte-americano, mais conhecido por seu webcomic Megatokyo. Apenas recentemente ele conseguiu deixar o emprego para se tornar desenhista em tempo integral. O personagem Piro, de Megatokyo, é baseado no próprio Fred Gallagher. A personagem Seraphim da mesma obra é baseada em sua esposa Sarah, com a qual ele mora em Ann Arbor, Michigan.

## Obras
Além de Megatokyo, que vem sendo publicado desde 14 de agosto de 2000, Fred Gallagher iniciou outros dois webcomics: Envelope e Warmth (inacabado), seus projetos anteriores. Também participaram da autoria de Megatokyo outros dois autores: Rodney Caston e, ainda hoje, Dominic Nguyen.

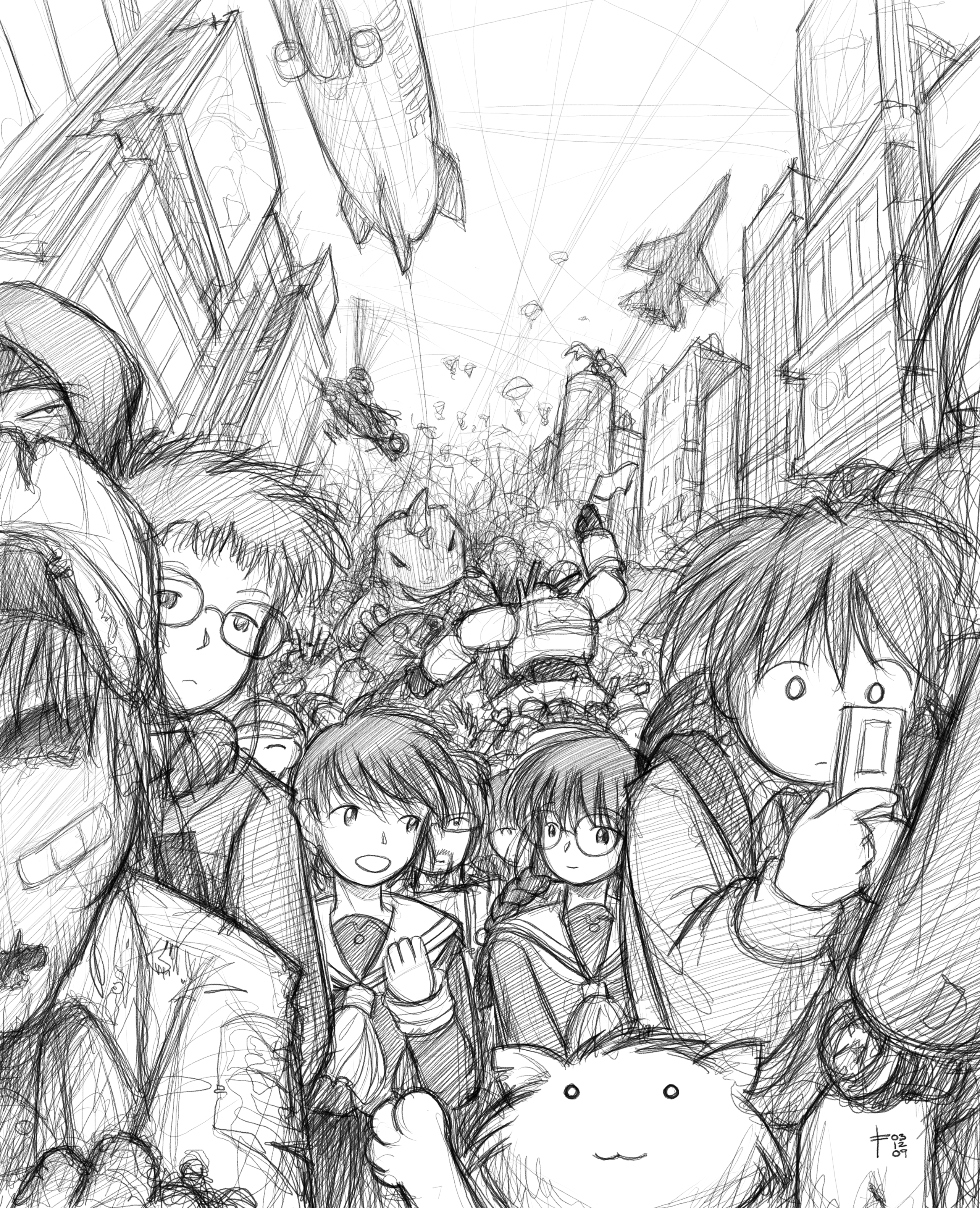
Arte de Megatokyo feita por Gallagher.

Ele também publicou uma série de doujins, que são trabalhos mais amadores, e três livros com a versão impressa de Megatokyo. Fred Gallagher também costuma aparecer em convenções de otakus e fãs de mangá, e recentemente fez sua primeira aparição no maior evento do gênero, a Comiket.